# Oruza semirufa
Oruza semirufa là một loài bướm đêm trong họ Erebidae.